# 梁援
梁援（1034年—1101年），字辅臣，辽朝官员，祖籍定州。

## 家庭
曾祖父梁文规致仕後在燕地定居。後來受辽國統治並在广宁定居。梁文规又出任防御使。曾祖父梁廷嗣定居显州。祖父梁延敬的妻子是荆王之女耶律氏，其父梁仲方，官至宥州刺史。
其妻清河张氏是职方郎中张靖之女，封赵国夫人。梁援长子梁庆先官至守太子洗马、直史馆权应奉阁下文字。次子梁庆元，官至左承制、閤門通事舍人。

## 生平
梁援五岁时随父从广宁（含今昌黎南、东部）迁入宜州义县。他五岁读孝经、论语、尔雅。十一岁懂得五经大义，十三岁時寫了《牵马岭碑文》。辽道宗清宁五年（1059年），梁援二十六岁时考中进士甲科，他是己亥科状元。之後梁援被任命为儒林郎，守右拾遗直史馆，历任左补阙起居郎、史馆修撰。咸雍五年（1069年），跟随道宗春猎。曾经三次奉命接送宋朝国信副使。
耶律乙辛與皇太子耶律濬爆發衝突時，梁援上奏為太子辯護。后改任宁昌军节度，处理州民十年不决的积讼。大康六年（1080年），梁援被授予户部使、静江军节度。大康八年（1082年）改任天城军节度使。大康十年（1084年）再授翰林学士。
辽道宗驾崩，他负责撰写上谥号册文。梁援去世時享壽六十八岁，死后葬在义县大榆树堡四道岔北山南坡。